# Heimo Götschl
Heimo Götschl (* 22. Juli 1968) ist ein österreichischer Badmintonspieler. 

## Karriere
Heimo Götschl wurde 1992 erstmals österreichischer Meister, hatte zuvor aber bereits 1989 die Czechoslovakian International gewonnen. Bis 2007 gewann er sechs weitere nationale Titel.

## Sportliche Erfolge
| Saison | Veranstaltung                           | Disziplin    | Platz | Name                            |
| ------ | --------------------------------------- | ------------ | ----- | ------------------------------- |
| 1989   | Czechoslovakian International           | Herrendoppel | 1     | Harald Koch / Heimo Götschl     |
| 1991   | Weltmeisterschaft                       | Herrendoppel | 17    | Hannes Fuchs / Heimo Götschl    |
| 1992   | Österreich: Einzelmeisterschaft         | Herrendoppel | 1     | Hannes Fuchs / Heimo Götschl    |
| 1994   | Weltmeisterschaften der Studenten       | Herrendoppel | 3     | Harald Koch / Heimo Goetschl    |
| 1995   | Österreich: Einzelmeisterschaft         | Herrendoppel | 1     | Heimo Götschl / Kai Abraham     |
| 1996   | Österreich: Einzelmeisterschaft         | Herrendoppel | 1     | Heimo Götschl / Harald Koch     |
| 1998   | Österreich: Einzelmeisterschaft         | Herrendoppel | 1     | Heimo Götschl / Kai Abraham     |
| 1999   | Weltmeisterschaft                       | Mixed        | 17    | Heimo Götschl / Tina Riedl      |
| 1999   | Weltmeisterschaft                       | Herreneinzel | 17    | Heimo Götschl                   |
| 2003   | Österreich: Einzelmeisterschaften       | Herrendoppel | 1     | Heimo Götschl / Martin de Jonge |
| 2004   | Österreich: Einzelmeisterschaften       | Herrendoppel | 1     | Heimo Götschl / Martin de Jonge |
| 2007   | Estland: Internationale Meisterschaften | Mixed        | 2     | Heimo Götschl / Claudia Mayer   |
| 2007   | Österreich: Einzelmeisterschaften       | Herrendoppel | 1     | Heimo Götschl / Manuel Berger   |